# 篠崎スパイ事件
篠崎スパイ事件(しのざきスパイじけん)または篠崎事件は、1940年9月に、イギリスの植民地のシンガポールで、当時在シンガポール日本総領事館の報道補佐官として活動していた外務省情報部嘱託の篠崎護が、英国砲兵隊の准尉からシンガポールの防衛に関する軍事機密を聞き出し、また英国陸軍の移動に関する報告書を入手するなどしたとして公職守秘法違反容疑で英国海峡植民地警察当局に逮捕され、同年10-12月に行われた裁判の結果、一部の容疑を除いて有罪を宣告され、禁固3年と1,000ドルの罰金刑または軽禁固6カ月に処せられた事件。

## 背景

### 日英関係の悪化と英領マラヤの「スパイ熱」
20世紀に入ってから、英領マラヤでは在留日本人の人口が急速に増加し、1930年代には6千人を超えた。 マラヤの住民の間では日本人は漁業に携わったり、理髪店、写真店、小売店などを経営したりしている、という印象を持たれており、マラヤのほとんどの町や村に1つか2つは日本人の経営する店舗があった。
1932年に英国議会は、日本での軍部の台頭と急速な中国大陸進出による脅威を背景に、シンガポール海軍根拠地建設案を可決し、1935年の建設を目指した。当局は軍港建設の機密保持を厳重にしていたが、1934年12月には、当時のシンガポール日本人会会長で石原産業支店長だった西村吉夫がスパイ容疑で逮捕され、中央警察署で服毒自殺する事件が起きた。
1930年代半ばの日英関係の悪化に伴い、マラヤの住民の間では日本人住民が東南アジアの各地でスパイ活動をしていることが話題となった。シンガポールのミドル路はずれのマレー街（Malay Street）やマラバー街（Malabar Street）にあった日本人経営のホテルは、シンガポールの住民の間で、売春やスパイ活動の拠点になっているとみられていた。
1930年代初頭以降、英海峡植民地警察特高科は日本の活動に注目するようになり、1934年には特高科に「日本課」が設置され、1940年の初めには日本課の中に「日本侵略対策班」が組織され、アラン・ブレーズ（Alan Blades）が班長となった。特高科は、シンガポールの日本総領事館員が、日本人を保護するために行われる通常の領事活動の範囲を超えて、スパイ・宣伝活動を行っていることを疑っていた。

### 外務省による情報収集活動
日英関係が緊迫化する中で、日本軍はシンガポールの防衛に関する情報を欲していたが、（1936年12月の）ワシントン条約（失効）以降、シンガポールには駐在武官が置くことができなくなっていたため、外務省情報部を通じて現地の軍事情報を収集しようとした。
1938年10月、シンガポールで日本の通信社・東方通信社（Eastern News Agency）が活動を開始した。篠崎護は、同社の3人の従業員のうちの1人で、1938年10月から総領事館での勤務を開始し、英字紙『シンガポールヘラルド』に日本からの「フレッシュ」な「歪曲されない」ニュースを提供することを職務としていた。
1939年に第2次世界大戦が始まると、英国は日本の攻撃に備えてシンガポールの防備を増強し、篠崎は本省からの指示を受けて軍事情報の収集にあたることになった。1940年9月当時、篠崎は、日本領事館の建物の1室に事務室を持ち、軍人の身分を隠し「外務省嘱託」として着任したばかりの予備海軍少佐・永山しゅんぞうと机を並べていた。

## 事件

### 騒々しいパーティ
1938年10月にシンガポールにやって来た篠崎は、当初ケーンヒル路（Cairnhill Road）156号に住み、その後カトンのウェアハム路（Wareham Road）9号に移った。1940年6月からは日本総領事の許可を得て、アッパー・ウィルキー路（Upper Wilkie Road）11号にあった日本総領事館の最上階の部屋に寝泊りしていた。
1940年4月19-25日頃、篠崎は、ウェアハム路の自宅に欧州人や英国空軍の軍人らを招いて何度かパーティを開き、夜遅くまでラジオの音や人の話し声がして騒々しいとして、近所に住んでいた英国空軍省の技師から騒音への苦情を受けていた。
こうしたパーティが特高科の目を惹き、1940年7月19日にブレーズは篠崎の行動を監視するよう指示、同年8月に特高科の刑事が、日本総領事館の近くにある日本人経営の「サクラホテル」の近くで見かけた男が英国砲兵隊のフランク・ガードナー（Frank Gardner）准尉であることに気付き、同月25日に日本総領事館近くの日本寺院に現れたガードナーを逮捕、尋問した。
同年9月11日に、英本国の植民地省から篠崎逮捕の許可が下り、同月19日にブレーズは篠崎に電話をし、同月21日の面会を申し入れた。

### 逮捕・起訴
1940年9月21日、シンガポール中央警察当局は、
- ロビンソン路（英語版）[37]の特高科に出頭した篠崎を逮捕し、篠崎と豊田薫・日本総領事の立会いの下、日本総領事館の建物内の篠崎の事務室を捜索[35][38]
- 日本郵船シンガポール支店で、同社の従業員の魚住某を逮捕し、日本郵船の事務所と自宅を捜索
- 華南銀行の職員だった山川あつ子と山川よし子を逮捕し、自宅を捜索
- 「サクラホテル」の経営者・中村某を逮捕
- 他にも日本人の経営するホテルと某氏の自宅を捜索

して、合計6人の日本人を逮捕した。
日本総領事館の捜索の際には、特高科に同行した篠崎が、総領事館到着後に自身の事務室に駆け込み、書類の入った封筒と手紙を同室の永山に渡そうとして取り押さえられる騒動があり、封筒と手紙は押収され、裁判に証拠として提出された。
同月23日、篠崎と山川あつ子の2人が公職守秘法違反容疑で告発され、他の4人は同日までに釈放された。
永山は、同年10月2日にシンガポールを逃れ、蘭領東インド・バタビアを経て日本に帰国した。
同月7日にシンガポール第3法廷で、予審が同月23日から開始されることが決まり、山川あつ子は100ドルの保釈金を支払って釈放された。

### 裁判
1940年10月23日にシンガポールの治安第2法廷で予審が開廷し、冒頭に検察側から山川を不起訴とした旨の報告があり、篠崎のみが提訴された。同日から5日間にわたって審問が行われ、篠崎の容疑案について各証人が証言した。
予審の結果、篠崎は巡回裁判に付されることになった。1940年11月18日から4日間にわたって公判が行われ、篠崎は下記の3つの罪に問われた。
1. 1939年12月から1940年8月までの間、大英帝国の利益を侵害する目的をもって、英国砲兵隊のガードナー准尉から、外国勢力にとって有用である可能性のあるシンガポールの防衛に関する情報を収集した。
2. 1940年9月21日か、それ以前の12ヶ月間の間に、大英帝国の利益を侵害する目的をもって、外国勢力にとって有用である可能性のある情報、すなわち英国陸軍の移動に関する報告書を入手した。
3. 1940年5月かその頃、大英帝国の利益を侵害する目的をもって、英国空軍のクロンプトン伍長から、外国勢力にとって有用である可能性のある、英国の軍用機の種類に関する情報を得ようと試みた。

#### 情報提供者となった英国砲兵隊准尉
1つ目の容疑に関して、検察側は、1939年12月から1940年8月にかけて、篠崎は英国陸軍の武器・装備やシンガポールの防衛に関する様々な情報を英国砲兵隊のガードナー准尉から得ていた、という証拠があり、また篠崎がガードナーに情報料を渡していた証拠があると主張した。
- 1939年12月16日にガードナーは初めて篠崎と出会った[61][62]。ガードナーがたまたまアデルフィ・ホテル[63]の前を通りかかったとき、自動車で乗り付けた篠崎と日本人女性2人が「同ホテルで開かれるダンスパーティに参加しないか」と声をかけ、ガードナーは誘いを受けてパーティに出席した[61][54]。ダンスパーティはY.W.C.A.のスポーツクラブが主催した、会員とその友人のための年中行事だった[61][64]。パーティから帰る際にガードナーは篠崎から名刺と5ドル紙幣を渡され、時間のあるときにウィルキー路の「サクラホテル」に篠崎を訪ねるよう言われた[61][54]。
- 数日後、サクラホテルを訪れたガードナーが篠崎を呼び出すと、篠崎は書類カバンを持って現われ、ホテルの食堂でガードナーにシンガポールの英軍の兵員数や装備などに関する質問をし、回答をメモした[61][54]。ガードナーはタバコやビールなどの飲み物をおごってもらい、質問に答えた後で、数ドルの報酬を受け取った[61][54]。
- 1940年1月にガードナーは一時入院し、退院後の同年5月に再び篠崎を訪問、「大変良いもてなし」を受け、入院中に面識を得た英海軍軍人から入手した軍艦の写真などを提供した[61][54]。その後、ガードナーは篠崎と何度もホテルで面談し、特定の口径の大砲の配置数、大砲の製造にかかる人員配置の状況など、「他所では知り得ない」軍事情報について篠崎の質問に答えて情報を提供し、報酬を受け取っていた[54]。篠崎はガードナーに渡すお金をサクラホテルの支配人・「中村ひいづ」から借りており、ガードナーは中村やその友人の魚住とも面識があった[27][54][65]。中村は法廷で、篠崎がガードナーのほかにも1939年末にホテルで英国海軍の軍人と会っていたと証言し、また篠崎に毎回10-50ドルを貸していて、一部は返済を受けたが、裁判当時も159.75ドルの貸しがあると証言した[27]。
- 面会が4、5回に及んだ後、サクラホテルの支配人・中村はガードナーに篠崎とホテルではなく日本総領事館の建物で会うよう促した[66]。サクラホテルの従業員「杉坂たくぞう」は、自身がガードナーに日本領事館への近道[67]を教えたことを証言した[65]。以後、ガードナーはサクラホテルを訪れて篠崎に電話で連絡してもらい、日本総領事館の建物内にある篠崎の事務室で篠崎と会うようになった[27][61][54]。ここでも篠崎はガードナーにタバコやビールを奢っていた[54]。杉坂は、「篠崎はガードナーが度々訪ねてくるのを嫌っていた」と証言した[65]。
- 篠崎は、1940年7月頃には「英軍が蘭印に進駐するという噂は本当か」、同年8月頃には「英軍が仏領インドシナに進駐するという噂は本当か」等、時事的な問題についてガードナーに質問し、ガードナーは噂に基づいた回答しかできなかった[54]。篠崎から「進駐した英軍兵士からの手紙を入手できたら多額の金銭を報酬として支払う」と持ちかけられ、ガードナーは知人から手紙を入手しようと試みた[54]。[68]
- またガードナーは、1940年7月に篠崎からの依頼を受けてシンガポール港湾局の埠頭へ怪しまれないように持込んだ小包を手ぶらで埠頭に入った篠崎に渡す、ユニオン・ビルにあった空軍司令部へ行って特定の英空軍軍人が荷物を持って出てくるかを偵察する、イーストコースト路[69]にある日本のマッサージ・ホールへ篠崎宛の郵便物が届いていないか確認しに行くなど、篠崎の使い走りをして報酬を受け取っていた[61][54][70]。
- ガードナーは篠崎から受け取った金で、部隊に戻ってから酒保でその場にいる仲間全員に飲み物を奢るなどしていた[61][54]。砲兵隊の同僚たちは、ガードナーが手ぶらでシンガポール市街へ出て行き、街から戻ると羽振りがよくなるため、どこで金銭を得ているのかと不審がっていたが、ガードナーは「シンガポールの友人からもらっている」と答えていた[27][65]。
- 前述のとおり、ガードナーは1940年8月25日に日本総領事館近くで特別警察により逮捕された[43][33]。ガードナー逮捕後、特別警察はガードナーに篠崎に宛てて「面会予定は急な用事ができてキャンセルした。仲間からお金を借りて返さなくてはならないのでお金を送ってほしい。」という内容の手紙を書かせ、遠隔地にいると思わせるためペナンから投函した[43]。篠崎逮捕後の9月21日に行われた日本総領事館の篠崎の事務室の捜索の際に、篠崎と同室の永山がこの手紙の写しを焼いた上でトイレに流そうとしたが、うまく流れなかった焼け残りの紙片が便器の中から回収され内容が同定された[43][71]。またこの捜索の際に押収された篠崎の机の上のカレンダーにはガードナーの名前が書き込んであった[43]。

#### 英軍の移動に関する報告書の入手
篠崎の2つ目の容疑に関して、特高科は1940年9月21日に日本領事館の建物内の篠崎の事務所の捜索を行った際に、英国陸軍と軍用機の移動に関する3つの報告書を押収していた。
- 特高科は同年10月18日に行った地元の日本語紙の記者[73]・「柏原きつじ」の自宅[74]の捜索の際に、類似の用紙・筆跡による3つの報告書を発見し[75]、翌19日に報告書を篠崎に渡した公職守秘法違反容疑で柏原を逮捕・告発した[75][76][77]。
- その後、特高科は柏原が篠崎に報告書を渡したことの立証を諦めて10月21日に柏原の容疑を国防規制違反に切替え[75][78]、柏原が提訴したため、裁判が行われることになった[78][79]。
- 同年11月1日にシンガポール治安第2法廷で行われた裁判で、柏原は海峡植民地の国防の障害となる方法で英国陸軍と軍用機の移動に関する報告書を入手したとして、国防規制違反により禁錮2ヵ月と国外追放処分の判決を受けた[75][80]。
- 10月30日に行われた篠崎の裁判の予審に出廷した英国空軍の戦隊長兼空軍情報官は、3つの報告書のうち1つは軍事機密に該当すると証言し[81]、11月1日に行われた柏原の裁判で治安判事は、3つの報告書のうち2つは一般的な噂に基づく記事であり、新聞記者という柏原の職分に照らして報告書の作成に問題があったと思わないとしたが、残る1つの報告書の情報の入手方法に違法性を認めた[75]。
- 柏原の事件の判決を受けて、篠崎の巡回裁判では、弁護側の申し立てにより容疑事実が3つの報告書の入手からこの1つの報告書の入手に変更された[61]。

#### パーティ開催の目的
篠崎の3つ目の容疑は、英国空軍の伍長に、英国の戦闘機の名鑑の中から特定の戦闘機を選ばせようとして、失敗したというものだった。検察側は、他にも篠崎が複数の軍関係者と接触した証拠があるとした。3つ目の容疑の情況は1つ目の容疑と関連しており、様々な証拠を総合すると、篠崎によってパーティーが継続的に開かれ、そのうち何度かのパーティの現場に篠崎がいたことが分かっており、パーティでは英国陸軍や空軍の関係者が気前よくもてなされていた。検察側は、パーティは軍人から軍事情報を聞き出し、また適当な情報源となる人物を得るための手段だったと見ていた。
- 篠崎は、シンガポールに長期滞在していた元日本軍人・山川かめのすけの協力を受け、その長女で1934年にY.W.C.A.スポーツクラブの会員になっていた[82]山川あつ子の友人（恋人）としてY.W.C.A.が開催するパーティに参加していた[11][83][84][27][85][33][65][54]。パーティでシンガポールに駐屯している英軍の軍人と面識を得、面識を得た軍人を篠崎の邸宅や日本人経営のホテルでのパーティに招待して山川あつ子・よし子姉妹やユーラシアンのシドンズ（Siddons）夫人とともに接待し、英軍の軍人から軍事情報を聞き出そうとしていた[86][87][88][85][33][65][54]。
  - 英国空軍のT.D.クロンプトン伍長は、1940年4月18日に、同僚のG.H.ワード軍曹の誘いを受けて一緒にレオニー・ヒル路のシドンズ夫人[89]の家で開かれたパーティに参加し、席上篠崎と出会った[43][33]。パーティは夜9時間から早朝まで続けられ、日本人や空軍の軍人を含む20-30人が参加していて、酒やビールなどが飲みたいだけ振る舞われていた[43][33]。同日遅く、クロンプトンと話をしている際に篠崎は書類カバンから英軍の戦闘機のシルエットが描かれた本を取り出してクロンプトンに見せたが、クロンプトンは「飛行機の種類はよく知らないから」と言って飛行機の種類を示すことを婉曲に断わり、篠崎は答えが得られないとみて本をカバンにしまった[43][85][33]。ワード軍曹は、篠崎がパーティの他の出席者にも本を見せているのを目にしていた[43]。パーティに参加していた人々は、4日後の同月22日にカトンのウェアハム路の篠崎の家で開かれたパーティにも招待され、クロンプトンらも参加した[43][90][33]。
  - 別の英国空軍の伍長と2等兵は、1939年12月のクリスマスの前に、アデルフィ・ホテルで開かれたY.W.C.A.のダンスパーティに遅れて参加した際、篠崎から声を掛けられてマレー街の日本のホテルで篠崎と2,3人の日本女性と一緒に食事をし、その際「クリスマスに『すきやきパーティ』をしよう」と誘われて24日に同じホテルで開かれたすきやきパーティに参加した[31][33]。パーティでは食べ物や飲み物をご馳走され、芸者の女性が同席した[33]。パーティの後、篠崎は伍長らをジャラン・ベサール（英語版）へ車で送って行き、お金を出して2等兵らに女性を「買い与えて」走り去った[33]。うち2等兵は1940年2月29日にビクトリア記念堂（英語版）で開かれたY.W.C.A.の閏年のダンスパーティでも篠崎に出会い、3人の空軍軍人および2人の日本人女性と一緒に食事をし、その際に再びすきやきパーティに誘われてその2週間後にイーストコースト路の日本のホテルで開かれたすきやきパーティに参加、食べ物や飲み物をご馳走され、芸者の女性が同席した[91]。更にその後S.V.C.で開かれたダンスパーティでも篠崎に再会し一緒に食事をしていた[33]。
  - また別の英国空軍の伍長らは、1940年8月18日頃、シドンズ夫人がカトンにあるオーシャン・ビュー・ホテルで開いた日本式のパーティに参加したときのことについて証言した[31][85][33]。パーティには伍長ら仲間3人と篠崎、2人の日本人女性およびシドンズ夫人が参加し、伍長らは着物に着替えて座敷で日本酒などを振る舞われ、芸者の女性たちが呼ばれた[85][33]。代金は篠崎が支払っていた[85][33]。伍長らは、同席していた日本人女性から以前シンガポールにいて異動になった軍人が今どこにいるか尋ねられたり、ホテルへ移動する車中でシドンズ夫人から空軍の部隊の移動や輸送船について質問され、軍規に触れるため回答を避けた、と証言した[31][85][33]。

#### 判決
判決前の最終弁論で篠崎の弁護人・ウォルタース弁護士は、ガードナーの情報の有用性を否定し、また陪審員に向かってガードナーの証言を信用しないようにと呼びかけた
。
篠崎は宣誓供述書を提出せずに判決の前に証言台で意見書を読み上げ、情報収集は報道記者としての職分であるが不適正な情報収集は行っておらず、ガードナーとも一般的な会話しかしていないが金に困っていた相手に付きまとわれたとし、またパーティは交際していた山川あつ子を喜ばせるために開いていた、として全ての容疑を否定した。
1940年11月22日に、陪審団による審議の後、巡回裁判判事・ペドロウ裁判官により判決が言い渡され、篠崎は公職守秘法違反の3つの容疑のうち2つについて有罪とされ、禁固3年間と、1,000ドルの罰金または更に6ヵ月の軽禁固(simple imprisonment)の判決を言い渡された。
量刑について、ペドロウ判事は、英国で公職守秘法違反に問われた英国民の男性が懲役6年の判決を受けた事例を挙げ、篠崎の行為は自分の母国を助けようとしてしたことで、英国民の事例よりも悪質性は低いため、重い刑を課すつもりはない、と述べた。

#### 控訴棄却
1940年11月30日に、弁護側は、量刑については異議を申し立てなかったが、巡回裁判の中でペドロウ判事が、篠崎やシドンズ夫人が開いていたパーティを「英国の兵士に悪事を働かせるために仕組まれた酒飲みの集まり」と陪審員に説明していたことから、「判事が偏見を持って判決を下した」として有罪判決に異議を申し立て控訴した。
1940年12月12日にシンガポール刑事訴訟高等裁判所で、弁護側による、巡回裁判での有罪判決を不服とする22項目の申し立てが行われ、弁護側の弁論が行われた後、主席判事のテレル裁判官は控訴を棄却した。
テレル判事は、巡回裁判の事実認定は公平になされており、また量刑は篠崎の罪状に対して軽すぎるため、不服があるとすれば量刑が軽すぎるということで、控訴は棄却すべきだということが裁判官の一致した意見だった、と述べ、篠崎に対して「欧州の新秩序に従ういずれかの国であったならばあなたは銃殺刑になっていただろう」と話した。
判決の後、篠崎はチャンギー刑務所に収監された。

#### ガードナーの裁判
1941年1月13日から15日にかけて、シンガポールのギルマン兵営で、英国砲兵隊のフランク・ガードナー准尉の軍法会議が開かれ、ガードナーは篠崎に、敵対勢力にとって有用になる可能性のある、シンガポールの防備に関する情報を漏洩したとして、公職守秘法違反に問われ、同年2月初旬に懲役5年と除隊処分の判決を受けた。

### 日英間の外交交渉
篠崎らの逮捕直後の1940年9月22日に、シンガポールの豊田総領事は、外交パスポートでシンガポールに入った篠崎が逮捕され、日本総領事館の部屋が捜索を受けたことについて、海峡植民地政府に抗議した。
同月24日に日本の大橋忠一外務次官が駐日英国大使ロバート・クレイギーを外務省に呼んで海峡植民地当局の行動に抗議し、詳しい説明を求めた。
同月27日に再び会談が行われ、クレイギーは被疑内容の詳細報告を受けて、篠崎のように軍の諜報活動に深く関与している人物を日本総領事館が匿っていたことを問題視し、これに対し大橋は、英当局は自らの行動を正当化するために印象操作をしており、豊田は総領事館内を捜索することに同意していなかったので総領事館に対する捜査は不当であり、英側がシンガポール当局の行動を正当化するなら駐日英領事館に対して同様の行動をとる、と主張した。
両者は10月4日にも会談し、会談後クレーギーは英本国に対して、シンガポール当局が総領事館の建物を警察が捜索するという先例を作ったことから、日本側が報復措置に出る可能性があると懸念を示した。
10月11日にクレイギーは英外務省（ハリファックス伯・外務大臣）の回答を大橋に伝え、「豊田は捜索に抗議していなかったし、領事文書の免除は厳格かつ周到に遵守されていた。篠崎と永山は、日本政府の使用者とされていたが、シンガポールで日本総領事の庇護の下に大英帝国の安全を脅かす活動を活発に行っていた。」として、大橋の抗議を拒否し、領事施設の特権を悪用したことについての説明と、「公務」の旅券を持つ個人の立場について整理を要求した。また大橋が日本政府には報復措置をとる権利があるとしたことも妥当なものとはみなされない、とした。
10月30日に大橋はクレイギーに日本政府の回答を伝え、「シンガポールにおける英地方当局の攻撃的な態度・恣意的な行動は外交慣習に反しており、日英の友好関係を損ねている主因だ」と重ねて主張したが、「豊田が捜査に抗議しなかったこと」と「領事文書は捜索対象とならなかったこと」には触れず、また篠崎がスパイ行為で有罪となったとしても、それは篠崎が個人的にやったこと（であり日本政府は関係していない‐編注）、としていた。また駐日英総領事館に対して報復するとの主張は取り下げられた。
11月22日に裁判の判決が宣告された後、日本政府はそれ以上外交上の抗議を続けることはなく、事態を沈静化させた。

### 日本での事件報道
The Straits Times & 1940-09-25および南洋商報 & 1940-09-25は、1940年9月21日に篠崎ら日本人6人が逮捕された際に、日本の新聞は「英植民地当局による日本人の逮捕はコックス事件の報復だ」として強い反英の論調で報じたが、その後間もなく批判報道は抑制された、としている。
事件について、同月24日付『読売新聞』は、21日の領事館捜索・日本人の一斉逮捕と23日の篠崎・山川の拘留、他4名の釈放を伝え、その後の経過については、
- 同年10月9日付『朝日新聞』が、同月23日からの予審開始決定[49]、
- 同月30日付『朝日新聞』および『読売新聞』が、同月28・29日の第1回公判開催、論告要旨[123][124]、
- 同年11月24日付『読売新聞』が、同月22日の1審で禁錮3年の有罪判決が下り、上告するか未定であること[125]
- 同年12月1日付『朝日新聞』が、（同年11月22日の）1審有罪判決と同年11月29日の上告[126]
- 同年12月13日付『朝日新聞』が、同月12日に上告が棄却されたこと[127]

を報じている。

## 補遺

### 2人の軍人を案内したこと
篠崎は、自著の中で、
- 1940年9月10日に参謀本部から谷川一男陸軍大佐・参謀本部作戦班長とその補佐・国武輝人大尉の2人が、「外務省の伝書使」として軍人の身分を秘してシンガポールに派遣されてきた
- 篠崎は豊田薫・日本総領事の命令で2人を連れて自動車でマレー半島南部の軍事拠点を3日かけて視察して回った[128]
- 2人は同月14日にシンガポールを離れ、篠崎は同日夜に特高科から電話を受け、翌15日に特高科に出頭したところを逮捕された

としているが、杉田 (1987, p. 146)によると、谷川と国武は同年8月9日にシンガポールから帰国予定だったとされており、また当時の新聞によれば篠崎の逮捕は（同年9月15日ではなく）同年9月21日のこととされている。またBridges (1986, p. 25)は篠崎の著書を引用して「2人の軍人を案内したこと」が「特高科の嫌疑を裏付けた」としているが、この件は篠崎の裁判における起訴理由に挙げられておらず、また公判の中でも言及されていない。
また篠崎 (1976, p. 3)は、谷川と国武はシンガポールからの帰途、台北に立ち寄り、「南方研究班」の辻政信中佐に「海岸線の防備は厳重なため、北方のマレー半島から南下して攻めるほかはない」等の意見を提示した、としており、Bridges (1986, p. 29)は辻, 政信『シンガポール』London、1962年、7頁。（日本語版）からの引用として、台湾軍研究部でマレー作戦の計画を立案中の辻が2人を派遣し、2人は後に辻への報告書を作成した、としているが、杉田 (1987, p. 146)および辻 (1952, pp. 9–10)によれば、2人は参謀本部から派遣されており、また台湾軍研究部が創設され辻が配属されたのは（2人の帰国より3ヵ月ほど後の）同年12月25日とされ、辻 (1952, pp. 9–10)は「参謀本部から（…）南方に出張視察した将校も、部隊のために好意を寄せて、貴重な見聞を伝えてくれた。その中でも谷川大佐と国武少佐の談には重要な示唆を与へられた。」としているが、2人が台湾を訪問したり、台湾軍研究部のために報告書を作成したりしたことには言及がない。

### コックス事件との関連
篠崎 (1976, p. 7)は、自分の逮捕はコックス事件の報復だったことは明らかだ、としており、この篠崎の見方についてBridges (1986, pp. 31–32)は、コックス事件後の1940年8月初旬に英帝国内各地で英本国が同事件への報復として日本人10人を逮捕・国外追放していることを指摘し、篠崎の事件は、コックス事件以前から（英本国の指示によらずに）シンガポールの警察当局によって調査が進められており、また篠崎の事件では、報復逮捕に際しての英本国からの「外交官や軍人など『重要な地位』にある人物は対象としない」という指示に反して「領事館嘱託」の篠崎を逮捕していることから、報復措置とは性質を異にしているが、コックスが死亡しなお数人の英国人が日本に拘留され続けている状況で、十分な証拠があるとされた事件に対して例え外交問題に発展する懸念があったとしても篠崎を起訴することを英本国がためらわなかったという点での関連は否定すべきでない、としている。
なお、コックス事件の報復措置により同年8月4日にシンガポールで逮捕されたシンガポール・東方通信社の主筆・小林猪四郎は、篠崎の事件で篠崎らシンガポール在住の日本人6人が一斉に逮捕されたのと同じ日に釈放されている。
また同年10月2日にコックス事件に関連して在日英国人10人に対する刑罰が発表された後も、東京で逮捕されたC.H.N.ジェームズ海軍予備大尉ら3名は「取調べ中」として日本で拘留され続けており、篠崎 (1976, pp. 10–14)は、長期囚として欧米人・ユーラシアンの受刑者らとともにチャンギー監獄に収監されていた篠崎は、約8ヵ月位経過した頃、「日本で服役中の英国海軍予備大尉の待遇が悪く、煙草も読書も禁止されているので君もそのようにした上、アジア人ブロックに移されることになった。」として自身の待遇が悪くなったことに言及している。

### 篠崎逮捕後のシンガポールにおけるスパイ活動
サイレンバーグ (1988, pp. 78–79)は、篠崎の事件と有罪判決はシンガポールを震撼させたとし、他にも逮捕と裁判が続いた、としている。
篠崎の逮捕後、日本総領事が鶴見憲の時期に、陸軍の鹿子島隆少佐参謀らが日本総領事館に入り、F機関によるインド人に対する宣伝工作や、マレー人に対する民族工作が積極的に行われた。

### 山川あつ子との関係
篠崎 (1978b, p. 76)（初出は『南十字星』1972年7・8月号～1974年3・4月号）によると、戦後、篠崎と再会したブレーズは「山川嬢はどうしていますか？」と尋ね、篠崎は「ああ、彼女は、こちらに来る途中、潜水艦にやられて、沈みました」と答えたとされ、篠崎 (1976, p. 142)では、ブレーズは篠崎に「時に山川嬢は元気かね。君のガールフレンドさ。」と尋ね、篠崎は「彼女はインドに抑留され、一旦日本へ帰って、こちらに来る途中、リンガエン沖で米潜に撃沈されて、海没しました」と答えた、とし、山川は篠崎がスパイ活動をする上での「協力者」だった、と記している。
これについて、井伏 (1998, p. 393-394,403)は、篠崎と山川あつ子が恋愛関係にあることは戦前、英国人にもよく知られていたらしく、山川が死亡したために篠崎は戦時中「冷徹な人間」になったのではないか、と記しているが、上述のとおり篠崎の事件では山川もブレーズに検挙されており、事件の裁判の中で篠崎は、自身がパーティを頻回開催していたのは山川を喜ばせるためで、「自身が山川を深く愛していたことが事件の重要な要素の1つだ」と主張していた。
また特高警察による日本総領事館の篠崎の事務室の捜索で見つかった、篠崎が「逮捕された時のために」記しておいた伝言の中には、篠崎と「Y.との恋愛関係」について言及があった。

### 篠崎の解放
1942年2月12日、日本軍によるシンガポール攻撃を受けてチャンギー刑務所の囚人は解放され、篠崎ら日本軍と連絡があったとして収監されていた日本人はシンガポール陥落後の同月16日に第25軍憲兵隊・横田昌隆分隊によって「救出」された。
解放後の同月17日頃、篠崎は、クイーン街の東洋ホテルに篠崎を訪ねて来た同盟通信の稗田特派員に東郷外相宛の連絡電報を依頼し、折り返し当面の指示を受けた。
篠崎は日本軍によるシンガポール占領直後、シンガポール市内の粛清工作を担当した昭南警備隊司令部の「特別外事高等係」として同警備隊を支援し、同年3月の昭南特別市政庁の開設後は、豊田薫とともに市政庁に出向し、教育科長を務めた。
1942年6月11日に篠崎はシンガポールを離れて日本に一時帰国し、篠崎がベルリンに駐在していた時代に駐独大使を務め、1942年当時外務大臣となっていた東郷茂徳を訪問した。東郷外相は篠崎に「長かったな、これで温泉にでも行って静養し給え」と労いの言葉をかけ、部厚い札束を渡したとされる。